# بيل هوفر
بيل هوفر (بالإنجليزية: Bill Hoffer)‏ هو لاعب كرة قاعدة أمريكي، ولد في 8 نوفمبر 1870 في سيدار رابيدز في الولايات المتحدة، وتوفي بنفس المكان في 21 يوليو 1959.

## وصلات خارجية
- بيل هوفر على موقعبيزبول رفرنس.كوم (الدوري الرئيسي) (الإنجليزية)
- بيل هوفر على موقعبيزبول رفرنس.كوم (الدوري الثانوي) (الإنجليزية)
- بيل هوفر على موقع قاعة آيوا للمشاهير الرياضية (الإنجليزية)